# Battle Creek (Nebraska)
Battle Creek es una ciudad ubicada en el condado de Madison en el estado estadounidense de Nebraska. En el Censo de 2010 tenía una población de 1207 habitantes y una densidad poblacional de 660,09 personas por km².

## Geografía
Battle Creek se encuentra ubicada en las coordenadas 41°59′53″N 97°35′58″O / 41.99806, -97.59944. Según la Oficina del Censo de los Estados Unidos, Battle Creek tiene una superficie total de 1.83 km², de la cual 1.83 km² corresponden a tierra firme.

## Demografía
Según el censo de 2010, había 1207 personas residiendo en Battle Creek. La densidad de población era de 660,09 hab./km². De los 1207 habitantes, Battle Creek estaba compuesto por el 97.76% caucásicos, el 0.08% eran afroamericanos, el 1.16% eran amerindios, el 0.08% eran asiáticos, el 0.5% eran de otras razas y el 0.41% pertenecían a dos o más razas. Del total de la población el 0.83% eran hispanos o latinos de cualquier raza.